# Francis Fane, I conte di Westmorland
Francis Fane, I conte di Westmorland (1580 – 23 marzo 1629), è stato un politico inglese, era un antenato del celebre scrittore britannico George Orwell.

## Biografia
Era il primo figlio superstite ed erede di Sir Thomas Fane di Badsell, nel Kent, e della sua seconda moglie, Mary Neville, unica figlia ed erede del Henry Neville, VI barone di Bergavenny. Studiò alla Maidstone Grammar School e alla Queens' College di Cambridge. È stato ammesso al Lincoln's Inn.

## Carriera
Nel 1601 rappresentò Kent in Parlamento. È stato creato  Cavaliere del Bagno all'incoronazione di re Giacomo I, il 25 luglio 1603. Successivamente venne eletto per Maidstone nel 1604. È stato rieletto deputato per Maidstone nel 1614 e nel 1621. Nel 1624 è stato eletto deputato per Peterborough. Il 29 dicembre 1624, fu creato barone di Burghersh e conte di Westmorland. Alla morte di sua madre, il 28 giugno 1626, gli succedette come ottavo barone le Despenser.

## Matrimonio
Sposò, il 15 febbraio 1598/99, Mary Mildmay (?-9 aprile 1640), figlia e unica erede dell'ambasciatore a Parigi Sir Anthony Mildmay. Ebbero tredici figli, ma solo nove raggiunsero l'età adulta:
- Mildmay Fane, II conte di Westmorland (24 gennaio 1602-12 febbraio 1666);
- Lady Mary Fane (3 agosto 1606-1634), sposò Dutton Gerard, III Barone di Bromley, ebbero un figlio;
- Lady Grace Fane, sposò James Home, II conte di Home, non ebbero figli;
- Lady Elizabeth Fane, sposò Sir John Cope, II Baronetto, ebbero due figli;
- Lady Catherine Fane (?-1649), sposò Conyers Darcy, II conte di Holderness, non ebbero figli;
- Lord Francis Fane (1611-1681), sposò Elizabeth West, ebbero un figlio;
- Lady Rachael Fane (28 gennaio 1612-11 novembre 1680), sposò in prime nozze Henry Bourchier, V conte di Bath, sposò in seconde nozze Lionel Cranfield, III conte di Middlesex;
- Lord Anthony Fane (1613-1643), sposò Amabel Benn, ebbero due figli;
- Lord George Fane (1616-1663), sposò Dorothy Horse, ebbero un figlio.

## Morte
Morì il 23 marzo 1629 e fu sepolto ad Apethorpe.